# Ladislav Pražský
Ladislav Pražský, zvaný též Ladislav Prager, Ladislaus Prager, Laßla von Prag (* před rokem 1486; † 28. listopadu 1514 Windhaag bei Perg) byl finančník, který dosáhl zvláštního vlivu u císaře.
Pocházel z českého šlechtického rodu; v roce 1486 byl v Cáchách pasován na rytíře a v roce 1505 byl povýšen na barona. Poté si říkal Laßla von Prag, Freiherr zu Windhag. Byl dědičným maršálem Korutan, císařským radou a stolníkem, hejtmanem Vídeňského Nového Města, rychtářem v Ennsu a komořím císaře Fridricha III.
Dostal do zástavy různé hrady a panství, například Freistadt (v období 1500 až 1509) a hrad Klingenberg, včetně městyse Munzbach (v období 1500 až 1514).
Již v roce 1490 získal mauthausenské panství. V roce 1491 tam nechal na skalnatém ostrově v Dunaji postavit hrad Pragstein. K občanům Mauthausenu se prý choval velmi tvrdě.